# Catostylus ouwensi
Catostylus ouwensi är en manetart som beskrevs av Moestafa och Bayard Harlow McConnaughey 1966. Catostylus ouwensi ingår i släktet Catostylus och familjen Catostylidae. Inga underarter finns listade i Catalogue of Life.